# Kyle Naughton
Kyle Naughton (ur. 17 listopada 1988 w Sheffield) – angielski piłkarz występujący na pozycji obrońcy w Swansea City. 
W przeszłości występował w młodzieżowej reprezentacji Anglii. 